# Mundartmusik
Mundartmusik bezeichnet Musik, deren Texte in einem lokalen Dialekt verfasst sind, statt sich der Hochsprache zu bedienen. Die Verwendung von Mundarten ist besonders in der Volksmusik und – weit seltener – in der volkstümlichen Musik zu beobachten, bleibt jedoch nicht auf diese Genres beschränkt. Der Einsatz von Mundart ist auch kennzeichnend für die Neue Volksmusik.
Mundartrock als Sparte der Mundartmusik bezeichnet Rockmusik, gesungen in einem der verschiedenen Dialekte der deutschen Sprache.

## Deutschland
Da es in Deutschland viele verschiedene Dialekte gibt, findet man auch zahlreiche Gruppen, die Musik in Mundart machen. Die Bandbreite reicht von traditioneller Volksmusik über volkstümliche Musik bis hin zu Rockmusik und Crossover.
Überregional bekannte frühe Mundartgruppen sind zum Beispiel Spider Murphy Gang (Bairischer Dialekt) und Rodgau Monotones (Neuhessischer Regiolekt).

### Hessischer Dialekt
In Frankfurt gibt es seit 1995 mit REZI*BABBEL, dem Frankfurter Mundart-Rezitations-Theater, Mundartprogramme rund um Friedrich Stoltze (1816–1891) u. a. Mundartdichter des 19. Jahrhunderts.
Die Lieder der neuen mittelhessischen Mundartgruppen Odermennig (Hessisches Hinterland) im Landkreis Marburg-Biedenkopf und den Gruppen Fäägmeel und KORK (Landkreis Gießen) und Ulmtaler (Lahn-Dill-Kreis) entsprechen weitestgehend noch den regionalen Basisdialekten Mittel- und Oberhessens, wenn auch diese Dialekte in einem sich entwickelnden Neuhessisch entlang der wirtschaftlichen Verkehrsbeziehungen (spöttisch „RMV-Hessisch“) im Süden aufgehen. Die Rockband Rodgau Monotones, die Comedy-Gruppen Badesalz und Mundstuhl benutzen das Neuhessische.

### Ripuarischer Dialekt
In Köln und Umgebung gibt es eine größere Anzahl von Musikern und Bands, die Lieder im lokalen Dialekt Kölsch singen bzw. gesungen haben. Man kann dabei im Wesentlichen zwei parallel existierende Musikrichtungen unterscheiden:

#### Kölsche Schlager, Karnevals- und Volkslieder
Es gab und gibt im Rheinland, insbesondere in Köln, eine große Zahl von Interpreten von Liedern, die man im deutschsprachigen Gebiet in die Bereiche volkstümliche Musik und Schlager einordnen würde. Diese Lieder sind meist heiteren Charakters und integraler Bestandteil des Kölner Karnevals. Sie werden dort sowohl auf der Bühne als auch von den Jecken in den Kneipen gesungen, sind aber selbst nicht unbedingt Karnevalslieder im engeren Sinne. In der ersten Hälfte des 20. Jahrhunderts (z. B. Willi Ostermann) hatten die Lieder fast ausschließlich volksliedhaften Charakter. In den siebziger Jahren begannen Bands (z. B. die Bläck Fööss), kölsche Popsongs zu schreiben, die heute bisweilen selbst den Charakter von Volksliedern haben (z. B. In unserem Veedel). Parallel dazu entwickelten sich die volksliedhaften Strömungen in Richtung Karnevalsschlager, die heute zum großen Teil hochdeutsche Texte haben. Innerhalb dieses gesamten Bereichs sind die Grenzen hinsichtlich Entstehung und Verwendung des Liedguts unklar und fließend.

#### Kölschrock
Als Kölschrock wird eine Musikrichtung bezeichnet, die das Singen von Rockliedern im ripuarischen Dialekt (Kölsch) bzw. verwandten Dialekten (z. B. Bönnsch) bezeichnet. Kölschrock hat weder musikalisch noch thematisch mit Karneval zu tun und ist abzugrenzen von Kölner Mundart-„Folk“ wie vielen Liedern der Bläck Fööss, Paveier oder der Höhner. Sehr bekannt ist die Gruppe BAP sowie Brings aus Köln, die als Wegbereiter des Kölschrock gelten.

### Kurpfälzischer Dialekt
Im Mannheimer Dialekt sang Joy Fleming als eine der ersten Texte zu Jazz und Blues. Die Söhne Mannheims setzen ebenfalls Dialekt ein. Bereits 1901 veröffentlicht Otto Oppenheimer den bekannten Schlager "Der Brusler Dorscht". Die Band Café Achteck aus Bruchsal singt fast ausschließlich in Brusler Gosch.

### Bayern und Alpenregion allgemein
Die alpenländische Volksmusik wurde traditionell stark gepflegt. Seit den 1970er Jahren kam der Alpenrock hinzu, ein Musikstil, bei dem sich musikalische Elemente und Instrumente der traditionellen Volksmusik mit Rockmusik, später auch Crossover sowie Liedtexten in alpenländischen Dialekten verbinden.
Seit den 1970er Jahren entstanden vergleichbare Richtungen in Bayern, Österreich und der Schweiz. Zu den ersten Vertretern zählten in Bayern Willy Michl, in der Schweiz die Gruppen Span und Rumpelstilz. Eine frühe Form des Alpenrock in Österreich war der Austropop mit Interpreten wie Wolfgang Ambros. Parallel zur Neuen Deutschen Welle in den 1980ern erlebte der Austropop und Dialektrock eine zweite Phase. Mit der sogenannten Neuen Volksmusik seit den frühen 1990ern wurde der Alpenrock, vertreten zum Beispiel durch Attwenger oder Hubert von Goisern, einem breiteren Publikum bekannt. Medien bezeichneten das Après-Ski-Stück Wackelkontakt von Oimara 2025 als den ersten bairisch gesungenen Nummer-1-Hit seit Skandal im Sperrbezirk (1981) von Spider Murphy Gang, der jedoch nicht in Dialekt gesungen ist.

### Schwäbische Mundart
Hier sind zu nennen
- Wolle Kriwanek
- Alex Köberlein mit den Gruppen Schwoißfuaß und Grachmusikoff
- Hank Häberle

## Österreich
In Österreich, das neben einer weit zurückreichenden Volksmusik-Geschichte auch einen relativ großen Markt für an moderner Unterhaltungsmusik angelehnten Volksmusik vorweisen kann, konnte sich Mundartmusik in den frühen 1990er Jahren als ernstzunehmende Musikrichtung auch am Massenmarkt durchsetzen. Rund um den Pionier Hubert von Goisern konnten sich Künstler wie Zabine oder Bands wie Attwenger, S.T.S. oder Gnackwatschn entwickeln, die mit komplett in Mundart verfassten und vorgetragenen Texten Fans des Genres der neuen Volksmusik begeistern können. Im Genre Hip-Hop hat sich vor allem die Gruppe Texta auch außerhalb Österreichs einen Namen gemacht, die Band Drescher ist dagegen mit ihrem Crossover aus Thrash Metal und Volksmusik („Dresch Metal“) im Metal erfolgreich.

## Schweiz
Die Songtexte zur Schweizer Mundartmusik werden in einem schweizerdeutschen Dialekt verfasst. Ein bekannter Vertreter der Schweizer Mundartsänger ist der Berner Mani Matter, der sich seinerseits vom französischen Chansonnier Georges Brassens inspirieren ließ. Zusammen mit den Berner Troubadours prägte er das Mundart-Liederschaffen in der Schweiz.

### Mundart Schlager
Zur Sparte Schweizer Mundartschlager gehören unter anderen Christian Boss und das Trio Eugster, das in den frühen 1970er Jahren mit ein paar Hits, die später zu Evergreens wurden, in der Schweizer Hitparade vertreten war. Spätere Interpreten des Mundartschlagers sind Maja Brunner, Nöggi, Salvo, Trauffer und ChueLee.

### Mundart Rock
Der Schweizer Mundartrock war ursprünglich stark von Berner und Zürcher Musikgruppen geprägt. Heute wird jedoch Mundartrock in allen schweizerischen Dialekten gesungen. Der Mundartrock wurde stark von Toni Vescoli, Polo Hofer mit den Rumpelstilz und den Gruppen Minstrels und Span beeinflusst. Mit den Berner Bands Züri West, Patent Ochsner und Stiller Has begann ein eigentlicher Boom der Mundartmusik, der mit den Erfolgen des Berner Sängers Gölä von 1998 bis 2002 einen vorläufigen Höhepunkt fand. Noch nie in der Geschichte der modernen U-Musik sind derart viele Schweizer Musik-Formationen in der Schweizer Hitparade aufgetaucht. Mit Schtärneföifi (Musiker der Band Baby Jail) entstand 1995 die erste Punkband. Die Fusion Square Garden aus Bern verschrieb sich dem Mundart-Reggae, wie beispielsweise auch die Zürcher Phenomden oder Elijah. Weitere bekannte Bands und Interpreten mit schweizerdeutschen Texten sind Plüsch, Sina, Mash, Stahlberger, Min King, Hecht, Florian Ast, Henä und Adrian Stern.
Stephan Eicher, ebenfalls ein Berner, hat sich auch in Frankreich als einer der bekanntesten Schweizer etabliert. Er singt vor allem Französisch und Berndeutsch, aber auch Englisch, Italienisch und Hochdeutsch, etwa mit Herbert Grönemeyer. Zwischen Literatur und Musik bewegen sich die Liedermacher Tinu Heiniger und Roland Zoss sowie Jürg Halter alias Kutti MC. Im Hip-Hop-Genre wurden Formationen wie Big Zis, Wurzel 5, Gimma oder Bligg populär.